# محمد وسام مراد
محمدوسام مراد كاتب وممثل سوري من موليد دمشق 1996 شارك بالعديد من الأعمال مشاركة خفيفة يمتاز بموهبة فنية راقية 
عمل على تكوين نفسه بصيغة فنية جميلة يمتاز بالعديد من مقاطع على اليوتيوب وهو يعد من الوجوه الشابة 
بالدرامة السورية.

## أعماله

### مسلسلاته
- قالب:بلاغمد 2016
- كثير من الحب كثير من العنف 2007
- هارون 2008
- كسر الخواطر 2006

### تأليف
- لوحاة بقعة ضوء
- لسا مطولة

## روابط خارجية
- محمد وسام مراد على موقع قاعدة بيانات الأفلام العربية